# Golpe de Estado en España de 1929

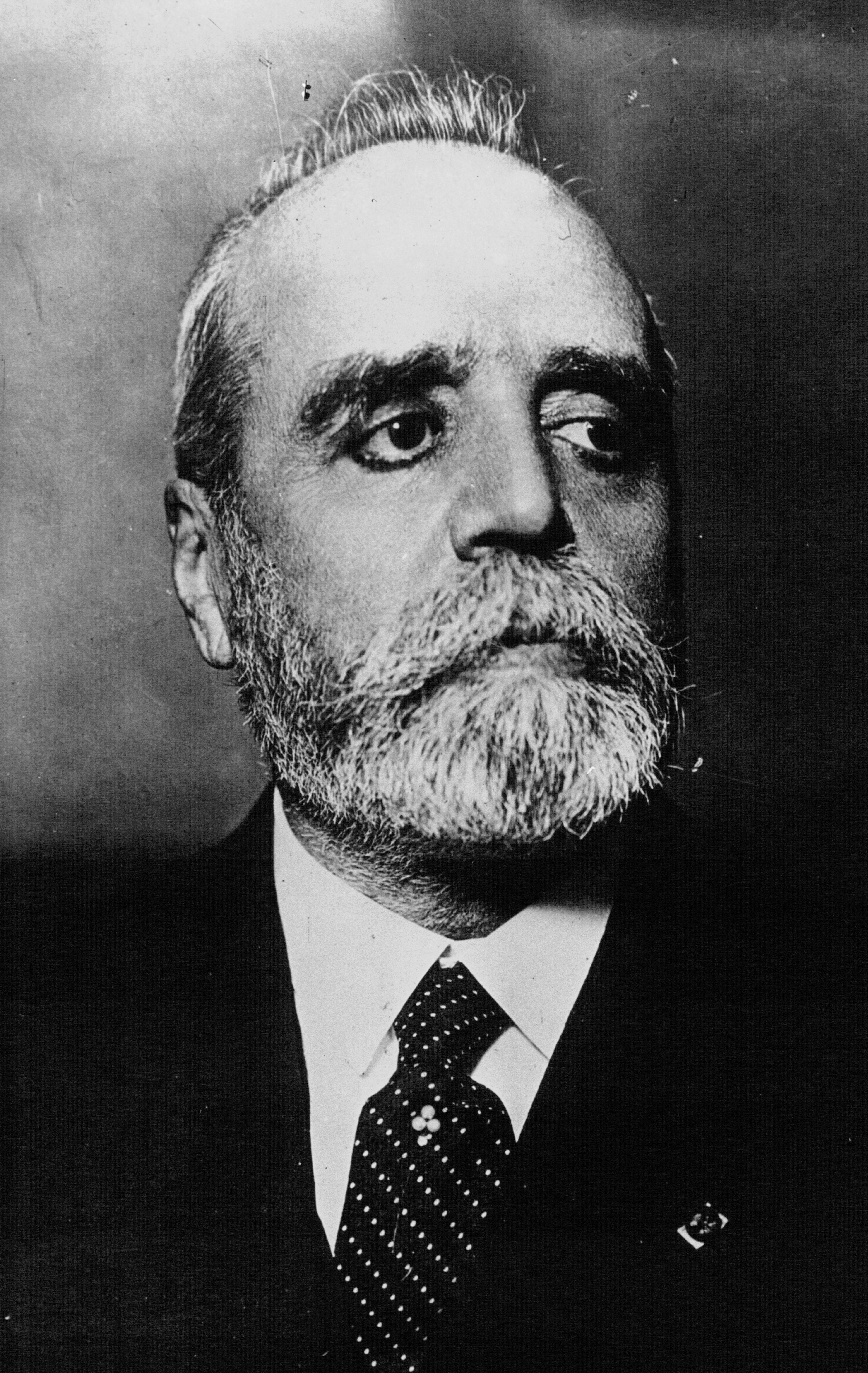
José Sánchez Guerra en 1932

El golpe de Estado en España de 1929 fue un golpe de Estado que fracasó en su intento de poner fin a la dictadura de Primo de Rivera, instaurada mediante otro golpe de Estado. Tuvo lugar en enero de 1929 y su principal promotor fue el político conservador José Sánchez Guerra.

## Antecedentes
En la segunda etapa de la Dictadura de Primo de Rivera, conocida como el Directorio civil (1925-1930), varios generales y oficiales del Ejército mostraron su disconformidad con su política. El primer conflicto lo protagonizó el Cuerpo de Artillería, en completo desacuerdo con la escala abierta de ascensos (es decir, ascensos no solo por antigüedad sino también por méritos) acordada por la Dictadura. La respuesta de Primo de Rivera fue, primero, suspender a todos los oficiales del arma en septiembre de 1926 y, después, disolverla. El rey Alfonso XIII intentó mediar en el conflicto proponiendo una especie de pacto entre caballeros, pero Primo de Rivera se opuso radicalmente, amenazando con dimitir y recordándole al monarca que el Ejército estaba bajo su mando. La disolución del arma suscitó la solidaridad de otros militares con los artilleros, a pesar de que inicialmente habían apoyado la escala abierta de ascensos. La aceptación final de la disolución del arma por el rey fue interpretada por la Artillería como una connivencia entre Alfonso XIII y Primo de Rivera. Como ha señalado la historiadora Genoveva García Queipo de Llano, "desde entonces, un sector importante del ejército adoptó una postura republicana". Además, "el conflicto... acentuó el progresivo distanciamiento del rey" respecto de Primo de Rivera.
El primer intento de golpe de Estado para derribar a la Dictadura fue la Sanjuanada, así llamada porque estaba previsto para el 24 de junio de 1926. En la conspiración participaron los generales liberales Valeriano Weyler y Francisco Aguilera y Egea, junto con destacados miembros de la "vieja política" como el reformista Melquiades Álvarez.
Pocos meses después, se produjo el llamado complot de Prats de Molló, un intento fracasado de invasión de España desde el Rosellón dirigido por el líder nacionalista catalán y antiguo militar, Francesc Macià y por su partido Estat Catalá, y en el que colaboraron grupos anarcosindicalistas catalanes de la CNT.
Como ha destacado el historiador Santos Juliá, los intentos de golpes de Estado eran una novedad que había legitimado la propia Dictadura -era lícito recurrir a la fuerza militar (al viejo pronunciamiento) para derribar un gobierno y cambiar un régimen– y "en este sentido, la Dictadura fue como un retorno a la política del siglo XIX".

## La conspiración

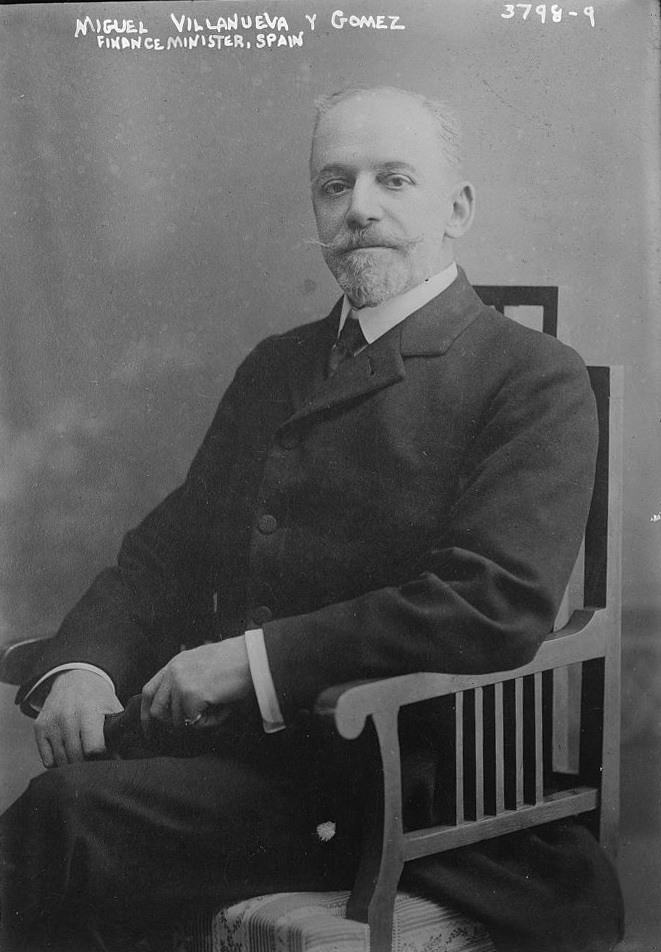
Miguel Villanueva y Gómez, 1915

Entre los miembros de los defenestrados partidos del turno que se enfrentaron a la Dictadura destacó el conservador José Sánchez Guerra, quien, tal como había prometido, se exilió de España cuando en septiembre de 1927 se convocó la Asamblea Nacional Consultiva. Sánchez Guerra desde el exilio empezó a promover una conspiración cívico-militar que acabara con la Dictadura. Su enlace en el interior era el liberal Miguel Villanueva —ministro del último gobierno constitucional del reinado de Alfonso XIII—, tesorero del complot y director de la autodenominada "Junta Central Revolucionaria" formada por miembros de los partidos del turno, conservadores y liberales.
La primera reunión de los implicados en la conspiración tuvo lugar en Hendaya a los pocos días de haberse instalado Sánchez Guerra en París. Asistieron unas veinte personas, entre miembros de los "partidos del turno", algunos de ellos exministros y expresidentes del gobierno, y de la oposición reformista y republicana, como Joaquín Sánchez de Toca, el conde de Romanones, Manuel García Prieto, Melquíades Álvarez, Alejandro Lerroux, Vicente Blasco Ibáñez y Santiago Alba Bonifaz.
En principio lo que pretendían Sánchez Guerra y Villanueva era retornar a la Constitución de 1876 y formar un nuevo gobierno, que podría estar presidido por un general, probablemente Dámaso Berenguer, jefe de la Casa Militar de Alfonso XIII. Según el historiador Eduardo González Calleja, la elección de Berenguer "puede entenderse como un indicio de la connivencia más que probable del rey, cuyas divergencias con el dictador, notorias desde hacía tiempo, se habían acentuado tras el paso del Rubicón que suponían la formación del Directorio civil, la constitución de la Unión Patriótica como partido del Gobierno y los primeros pasos para la implantación de un nuevo sistema parlamentario y constitucional". Pero finalmente el objetivo del golpe sería la convocatoria de Cortes Constituyentes, con lo que consiguieron el apoyo de los partidos republicanos. Sánchez Guerra, también atrajo a los partidos nacionalistas catalanes a través de Lluís Companys, que impulsó el Comité Revolucionario de Cataluña, en el que también se integraron los cenetistas. Mientras, el general Aguilera buscaba los apoyos militares, especialmente entre los artilleros debido a su enfrentamiento con el Dictador Primo de Rivera. El apoyo más valioso que consiguió fue el del Capitán General de Valencia, Alberto Castro Girona.
El 14 de enero de 1929 se firmó el acuerdo de constitución de un Comité Revolucionario compuesto por tres miembros: un militar (probablemente, el general Eduardo López Ochoa), un monárquico (el propio Sánchez Guerra) y un republicano (Alejandro Lerroux, propuesto por Santiago Alba). En el programa político de la plataforma se introdujo un nuevo elemento de gran trascendencia: que la convocatoria de Cortes Constituyentes, estaría precedida por el alejamiento de España de Alfonso XIII, y que se celebraría un referéndum para decidir la forma de gobierno, si monarquía o república. A partir del 25 de enero varios delegados del comité recorrieron toda España para comunicar a las unidades militares comprometidas —21 regimientos de Artillería y varios de Infantería y Aviación— la fecha y la hora que se había acordado para la sublevación: entre las dos y las seis de la madrugada del domingo 29 de enero.

## El intento de golpe de Estado

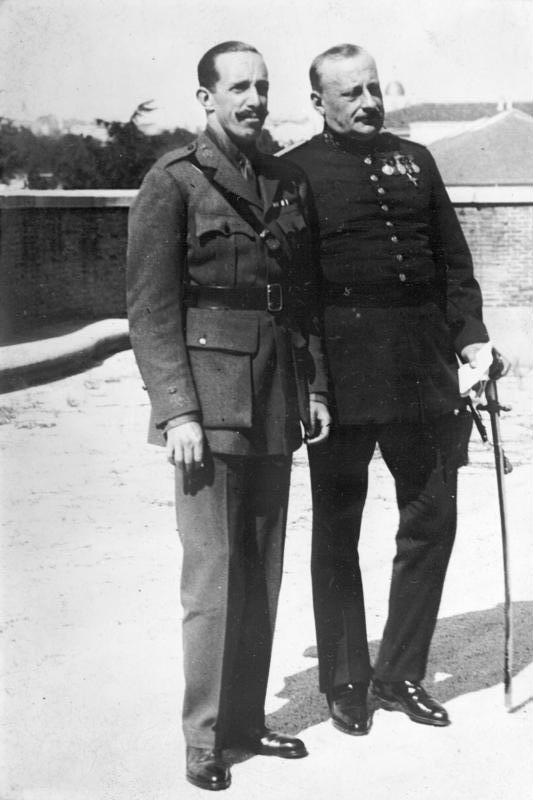
El rey Alfonso XIII y el dictador Miguel Primo de Rivera.

Según el plan diseñado por los conspiradores, el golpe comenzaría en Valencia donde desembarcaría Sánchez Guerra en la tarde del 28 de enero de 1929, poniéndose en contacto a continuación con el capitán general de la región militar. Inmediatamente se proclamaría la huelga general insurreccional y se levantarían las unidades militares comprometidas. Las de Madrid tendrían la misión de detener al rey y a Primo de Rivera. Alfonso XIII sería expulsado del país y el Gobierno Provisional, presidido en Valencia por Sánchez Guerra, convocaría elecciones a cortes constituyentes.
Pero el plan comenzó a fallar cuando Sánchez Guerra llegó a Valencia veinticuatro horas después de la fecha convenida a causa de una fuerte tormenta que afectó al barco que lo transportaba. Así al llegar a la Capitanía General hacia las diez de la noche del día 29 el general Castro Girona le comunicó que había que abortar los planes porque el gobierno controlaba la situación. A primera hora del día siguiente Sánchez Guerra se dirigió al 5.º Regimiento de Artillería a quienes comunicó que dadas las noticias que llegaban de otros lugares era inútil realizar la sublevación, aunque se llegaron a repartir ejemplares del manifiesto Al pueblo español, al Ejército y a la Marina que iba firmado por Sánchez Guerra y que acababa con «¡Abajo la Dictadura! ¡Abajo la monarquía absoluta! ¡Viva la soberanía nacional! ¡Viva el Ejército unido y dignificado!».
La falta de movimientos en Valencia desalentó el levantamiento en otros lugares. En Murcia, el general Queipo de Llano, que se había trasladado desde Madrid para encabezar el golpe allí, tuvo que volverse ante la negativa del regimiento de Artillería a sublevarse. Lo mismo sucedió en Barcelona, donde al ni siquiera convocarse la huelga general prevista los oficiales comprometidos con el golpe decidieron no sacar sus regimientos a la calle, y ello a pesar de las recriminaciones que les lanzó el general López Ochoa que se había trasladado desde París, donde residía desde septiembre de 1928, para encabezar el movimiento en toda Cataluña. Así relataba estos hechos el propio general López de Ochoa un año después: «En términos durísimos les eché en cara su cobardía y falta de decisión, haciéndoles presente que no ya por compañerismo, sino por dignidad y vergüenza y por egoísmo y por propia conveniencia, les creía obligados a salir. Que yo estaba dispuesto a ponerme a su frente con solo una unidad».
La excepción fue el regimiento de Artillería de Ciudad Real que se sublevó a las seis y media de la mañana del 29 de enero ocupando a continuación los puntos estratégicos de la ciudad y sus alrededores. A las nueve de la mañana el gobierno tuvo conocimiento de lo que sucedía e inmediatamente ordenó que unos aeroplanos sobrevolaran la ciudad para lanzar unas octavillas con el título «A la ciudad y a la guarnición de Ciudad Real», conminándoles a rendirse. Los artilleros no lo hicieron inmediatamente pues, al estar cortadas las comunicaciones, creían que el golpe estaba extendiéndose por toda España, pero a última hora de la tarde fueron conscientes de que estaban solos por lo que comenzaron a desalojar los edificios que habían ocupado. Así lo relató uno de los capitanes sublevados: «Nos sabíamos solos. Conferenciamos con los cuarteles de muchas poblaciones comprometidas, y todos nos contestaban que el movimiento se había aplazado indefinidamente...».

## La represión posterior
La reacción de Primo de Rivera al intento de golpe de Estado fue acentuar el carácter represivo de su dictadura. El general Sanjurjo, jefe de la Guardia Civil, fue enviado a Valencia con plenos poderes para restablecer el orden. Se aprobó un decreto que confería al gobierno la facultad de destituir, exiliar o suspender de sueldo a cualquier funcionario que se manifestara hostil al régimen. Además se obligó a todos los diarios del país a que pusieran a disposición del gobierno un sexto del espacio de sus publicaciones. También fueron clausurados los centros culturales y sociales donde solían reunirse los grupos de oposición a la Dictadura. Por otro lado, para alejar las malas ideas se obligó a los oficiales del Ejército y a los soldados a que asistieran a conferencias especiales sobre la disciplina militar en las que se les explicó el «supremo deber de no mezclar nunca el nombre de la patria con acciones sediciosas de carácter político». Por último, Primo de Rivera decretó la disolución total del Cuerpo de Artillería, aduciendo que albergaba «brotes de bolcheviquismo» y que había infligido a la nación un «daño difícilmente reparable». Esta última decisión provocó un nuevo enfrentamiento con el rey, que era partidario del perdón a los militares implicados.

### Los consejos de guerra y sus consecuencias
Los artilleros de Ciudad Real fueron sometidos a un consejo de guerra pero, como ha señalado Eduardo González Calleja, en el mismo se «evidenció que el Ejército comenzaba a retirar su apoyo a Primo, ya que los votos particulares de algunos vocales presionaron para que el capitán general de la Primera Región (el general Navarro) optase por la clemencia. La causa pasó al Consejo Supremo de Guerra y Marina, que anuló las sentencias de pena de muerte y cadena perpetua, y rebajó el resto». La sentencia del Consejo Supremo, dictada el 18 de diciembre de 1929, condenó a los 37 jefes y oficiales a penas de entre uno y doce años de prisión y al coronel del Regimiento Joaquín Paz Faraldo a veinte años de cárcel.
Sánchez Guerra también fue sometido a un consejo de guerra celebrado el 28 de octubre de 1929 pero fue absuelto, lo que, según González Calleja, «confirmó la licitud de un acto de resistencia contra un régimen ilegítimo de origen y ejercicio, y fue interpretado por la opinión como un evidente acto de censura del Ejército a Primo». Una valoración similar es la que hace Shlomo Ben-Ami: «El juicio en que Sánchez Guerra fue absuelto por un consejo de guerra, compuesto por seis generales, equivalía al reconocimiento de que la rebelión contra un gobierno inconstitucional no era punible. Que un tribunal militar diera este veredicto resultaba de mal augurio para el dictador».
Así, como ha destacado el historiador israelí Shlomo Ben-Ami, la «detención y ulterior proceso [de Sánchez Guerra] sacudieron los fundamentos mismos de la dictadura y el trono» y «Sánchez Guerra pudo infligir un golpe grave al régimen, no tanto como dirigente de una rebelión de farsa cuanto como mártir de la lucha contra el absolutismo». Pobre canciller de hierro, tu suerte está echada, decía un folleto clandestino difundido después de la detención de Sánchez Guerra. Además el episodio hizo comprender al rey «que, si no se libraba del dictador, la erosión de la posición de la monarquía, incluso en zonas tradicionalmente leales, se convertiría en un fenómeno irreversible».
Según el historiador Eduardo González Calleja,

El movimiento de Sánchez Guerra había marcado el principio del fin de la Monarquía, al acelerar la defección de los partidos históricos y atraer hacia el bando antidinástico a hombres clave en una hipotética normalización política, como Villanueva, Álvarez, Bergamín, Burgos y Mazo o Alba. A partir del fracaso de esta nueva propuesta insurreccional de superación de la Dictadura, el debate constituyente se ampliaba de forma irremediable, no solamente al titular del trono, sino a la viabilidad del régimen monárquico en su conjunto

Así valoró el propio dictador Primo de Rivera el resultado de los consejos de guerra en un artículo escrito para La Nación pocos días después de su caída:

Los sucesos de Ciudad Real y Valencia, ligados entre sí menos graves en sí mismos, con serlo tanto, que la forma en que fueron juzgados y sentenciados los participantes en ellos, por un Consejo de Guerra de oficiales Generales, designados en su turno, que me dieron la desalentadora impresión de que el Ejército, que con tanta corrección, fidelidad y ciudadanía venía estando al lado de la Dictadura, se apartaba de ella. Todo esto llegó a impresionar a la opinión egoísta..., llegó a impresionar al Rey y a mí y empecé a anunciar que la Dictadura había fijado límite a su vida.